# Valarin
O Valarin é uma língua fictícia presente nas obras de fantasia de J. R. R. Tolkien. Como uma das línguas de Arda no legendarium de Tolkien, o Valarin é a língua falada pelos Valar. Sendo seres espirituais imortais, os Valar têm a capacidade de se comunicar por meio do pensamento, sem a necessidade de uma língua falada, mas parece que o Valarin foi adotado como parte de sua manifestação em formas físicas semelhantes às humanas.

## História externa
Inicialmente, Tolkien decidiu que o Valarin, chamado na língua élfica Quenya de "língua dos Valar", seria a protolíngua dos Elfos, ensinada por Oromë aos Elfos que ainda não possuíam fala. Na década de 1930, ele desenvolveu a língua Valarin com uma gramática própria. Na década de 1940, Tolkien abandonou essa ideia, transformando a língua desenvolvida em Quendiano Primitivo. Em seguida, ele criou uma nova língua para os Valar, ainda chamada Valarin em Quenya.

## História interna
Os Valar, como seres espirituais imortais, podem se comunicar pelo pensamento, dispensando a necessidade de uma língua falada. No entanto, o Valarin parece ter surgido devido à adoção de formas físicas semelhantes às humanas (ou élficas). O Valarin é uma língua distinta, sem relação com as demais línguas construídas por J. R. R. Tolkien. Os Elfos registraram apenas algumas palavras, principalmente nomes próprios, em Valarin.

### Concepção inicial
Na concepção inicial descrita no texto sociolinguístico de Tolkien, Lhammas, a família linguística Valarin é subdividida em Oromëano, o Khuzdul dos Anães (Aulëano) e a Língua Negra de Melkor. Nesse trabalho, todas as línguas élficas derivam da língua de Oromë, enquanto os Anães falam a língua criada por Aulë, e a Língua Negra dos Orcs é inventada por Melkor. Tolkien posicionou o Valarin como a raiz de cada versão de sua "Árvore das Línguas", indicando que, na época do Lhammas, era a língua original de onde derivaram todas as línguas da Terra Média. Tolkien atribuiu sua "Descendência das Línguas" ao linguista élfico Rúmil, em uma de suas histórias-moldura. O biógrafo John Garth [en] comenta que a falta de onisciência de Rúmil pode parecer conveniente, poupando Tolkien de detalhar o Valarin, mas que "o desconhecido é essencial ao legendarium, parte da ilusão de profundidade [en] vital para sua aura de autenticidade".
A estrutura da raiz da primeira "Árvore das Línguas" no Lhammas é:
| Valarin | \| \| Língua dos Valarindi (alguns desses Valar menores tornaram-se Maiar na concepção posterior de Tolkien) \| \| \| \| \| \| [Vala] Oromë: Línguas dos Quendi (Tolkien detalha os ramos da árvore aqui) \| \| \| \| \| \| [Vala] Aulë: Khuzdul (língua dos Anães) \| \| \| \| \| \| [antigo Vala]: Melko: Línguas dos Orcs \| \| \| \| |
|         | \| \| Língua dos Valarindi (alguns desses Valar menores tornaram-se Maiar na concepção posterior de Tolkien) \| \| \| \| \| \| [Vala] Oromë: Línguas dos Quendi (Tolkien detalha os ramos da árvore aqui) \| \| \| \| \| \| [Vala] Aulë: Khuzdul (língua dos Anães) \| \| \| \| \| \| [antigo Vala]: Melko: Línguas dos Orcs \| \| \| \| |
|         | Língua dos Valarindi (alguns desses Valar menores tornaram-se Maiar na concepção posterior de Tolkien) |
|         | |
|         | [Vala] Oromë: Línguas dos Quendi (Tolkien detalha os ramos da árvore aqui) |
|         | |
|         | [Vala] Aulë: Khuzdul (língua dos Anães) |
|         | |
|         | [antigo Vala]: Melko: Línguas dos Orcs |
|         | |

### Concepção posterior
O Valarin soa estranho aos ouvidos dos Elfos, por vezes causando desconforto genuíno, e poucos Elfos aprendem a língua, apenas adotando algumas palavras Valarin em sua própria língua, o Quenya. Os Valar conhecem o Quenya e o utilizam para conversar com os Elfos ou entre si na presença destes. O Valarin contém sons difíceis para os Elfos pronunciarem, e suas palavras são geralmente longas; por exemplo, a palavra Valarin para Telperion, uma das Duas Árvores de Valinor, Ibrîniðilpathânezel, tem oito sílabas. Os Vanyar incorporam mais palavras Valarin em seu dialeto Vanyarin Tarquesta do que os Noldor, pois viviam mais próximos dos Valar. Alguns nomes élficos dos Valar, como Manwë, Ulmo e Oromë, são adaptações de empréstimos de seus nomes Valarin.

## Gramática
Quase nada se sabe sobre a gramática do Valarin. Um plural é formado com o infixo -um-; assim, Mâchanâz torna-se no plural Mâchanumâz, significando "Autoridades, Aratar".
As terminações verbais não são explicadas. Tolkien apresenta akašân como "ele diz" (presente); dušamanûðân como "maculado" (particípio passivo) e amanaišal como "não maculado" (daí Aman, o continente não maculado dos Valar), mas não fornece as raízes dos verbos associados. O linguista Helge Fauskanger [en] observa que a estrutura exata das terminações para essas formas verbais não pode ser determinada com base nessas evidências limitadas.
Outra possibilidade está relacionada à palavra ayanûz, que significa Ainu, um dos Valar ou Maiar. Fauskanger nota que Tolkien afirma que ayanu- significa "o nome dos espíritos da primeira criação de Eru", sugerindo que, a partir dessa raiz, ayanûz pode ser a forma singular nominativa.

### J. R. R. Tolkien
1. 1 2 3  (Tolkien 1987, Cap. 7 As Lhammas)
2. ↑  (Tolkien 2009, p. 72 "Tengwesta Qenderinwa")
3. ↑  (Tolkien 1994, pp. 397–407)
4. ↑  (Tolkien 2009, p. 23 "Lambion Ontale: Descida das Línguas“, ”Tengwesta Qenderinwa")
5. 1 2  (Tolkien 1994, p. 398)